# Pasiphaea philippinensis
Pasiphaea philippinensis is een garnalensoort uit de familie van de Pasiphaeidae. De wetenschappelijke naam van de soort is voor het eerst geldig gepubliceerd in 1999 door Hayashi.